# Jóźwików
Jóźwików – wieś sołecka w Polsce położona w województwie świętokrzyskim, w powiecie koneckim, w gminie Radoszyce.
W latach 1975–1998 miejscowość administracyjnie należała do województwa kieleckiego.
Przez wieś przechodzi  niebieski szlak turystyczny z miejscowości Pogorzałe do Kuźniaków.
Wieś jest siedzibą rzymskokatolickiej parafii Matki Bożej Nieustającej Pomocy.